# Video Killed the Radio Star
„Video Killed the Radio Star“ je skladba britské new wave/synthpop skupiny The Buggles vydaná jako debutový singl 7. září 1979 ve vydavatelství Island Records. Skladba dosáhla vrcholu mnoha žebříčků a množství interpretů nahrálo její coververze. V seznamu hudební televizní stanice VH1 100 Greatest One-Hit Wonders of the 80's byla skladba umístěna na 40. místo. Videoklip této skladby zahájil 1. srpna 1981 vysílání MTV.

## Seznam skladeb
| Žebříček (1979/1980)      | Pozice |
| ------------------------- | ------ |
| Australian Singles Chart  | 1      |
| Dutch Singles Chart       | 16     |
| New Zealand Singles Chart | 2      |
| Swedish Singles Chart     | 1      |
| Swiss Singles Chart       | 1      |
| UK Singles Chart          | 1      |
| US Billboard Hot 100      | 40     |